# Крузе
Крузе (фр. Crouzet) насеље је и општина у источној Француској у региону Франш-Конте, у департману Ду која припада префектури Понтарлије.
По подацима из 2011. године у општини је живело 65 становника, а густина насељености је износила 17,24 становника/km². Општина се простире на површини од 3,77 km². Налази се на средњој надморској висини од 1100 метара (максималној 1.212 m, а минималној 1.018 m).

## Демографија
| 1962. | 1968. | 1975. | 1982. | 1990. | 1999. | 2011. |
| ----- | ----- | ----- | ----- | ----- | ----- | ----- |
| 34    | 47    | 40    | 38    | 33    | 40    | 65    |

График промене броја становника у току последњих година